# Vůz ABmz RJ
Vozy ABmz 61 81 30-90 jsou řadou osobních vozů vyrobených původně pro Rakouské spolkové dráhy (ÖBB) v letech 1978–1979 jako klimatizované oddílové vozy 1. a 2. třídy pro mezinárodní dopravu. V letech 2001-2009 byly všechny vozy u ÖBB modernizovány, část z nich zůstala v původním uspořádání jako oddílové vozy 1. a 2. třídy, část vozů byla přestavěna na vozy 1. třídy s Business oddíly řady Ampz. Společnost RegioJet v letech 2011-2014 postupně odkoupila od ÖBB 17 vozů řady ABmz a 11 vozů řady Ampz (18-95). Také České dráhy si v roce 2014 objednaly 12 těchto vozů.

## Vznik řady
Začátkem 70. let 20. století západoevropské železniční společnosti připravily společný nákup větší série komfortních vozů pro mezinárodní dopravu. Financování bylo zastřešeno organizací Eurofima, proto bývají tyto vozy souhrnně označovány jako Eurofima vozy. Společná série 500 vozů byla vyrobena v letech 1976-1977, další série vozů si již objednávaly jednotlivé železniční společnosti samostatně. ÖBB si takto objednalo (kromě jiných řad) sérii 45 kombinovaných vozů 1. a 2. třídy u rakouského výrobce SGP-Simmering. Vozy byly vyrobeny v letech 1978-1979, po dodání byly označeny jako řada ABomz 61 81 30-70 000 ... 045.

## Technické informace
Jedná se o oddílové vozy se 4 oddíly 1. třídy a 6 oddíly 2. třídy typu UIC-Z o délce 26 400 mm. Jsou vybaveny podvozky SGP VS-RIC 75, původně pro maximální rychlost 160 km/h, po modernizaci u ÖBB byla rychlost zvýšena na 200 km/h (a číselné označení změněno na 61 81 30-90).

## Provoz u RegioJetu
První skupinu 15 vozů zakoupil RegioJet v roce 2011 a byly zařazeny do provozu již od počátku provozu vlaků Regiojet v září 2011. Před nasazením bylo provedeno několik úprav, zejména úprava dvou oddílů 2. třídy jako zázemí pro přípravu občerstvení (instalace chladniček, kávovarů a dalšího vybavení), čímž se obsaditelnost snížila o 12 míst k sezení. Vozy jsou lakovány do firemního žluto-černého nátěru. Vozům zůstalo původní rakouské označení, jsou stále registrovány v Rakousku, pouze vlastnická zkratka byla změněna na A-RJ. Další 2 vozy bylo zakoupeny na přelomu let 2013/2014.

Od počátku provozu nebyla ve vlacích Regiojet rozlišována vozová třída, tudíž oddíly 1. i 2. třídy podléhaly stejnému tarifu. Od 2.9.2013 byly zavedeny tři třídy (standard, relax a business), nicméně obě bývalé třídy v těchto vozech i nadále nejsou rozlišovány a spadají pod základní třídu standard.

## Klimatizace
U těchto vozů došlo k výměně klimatizačních agregátů za nové od české společnosti Janka Engineering s.r.o. Jedná se o podvěšenou kondenzační jednotku (typ: SCU-10T-CZ), která chladivem zásobuje výparníkové části ve vzduchotechnických potrubích ve vagónech. Konstrukce je provedena ve vysoké kvalitě odpovídající současným drážním standardům a požadavkům na extrémně dlouhou životnost, chladicí výkon činí 36,4 kW.

## Fotografie

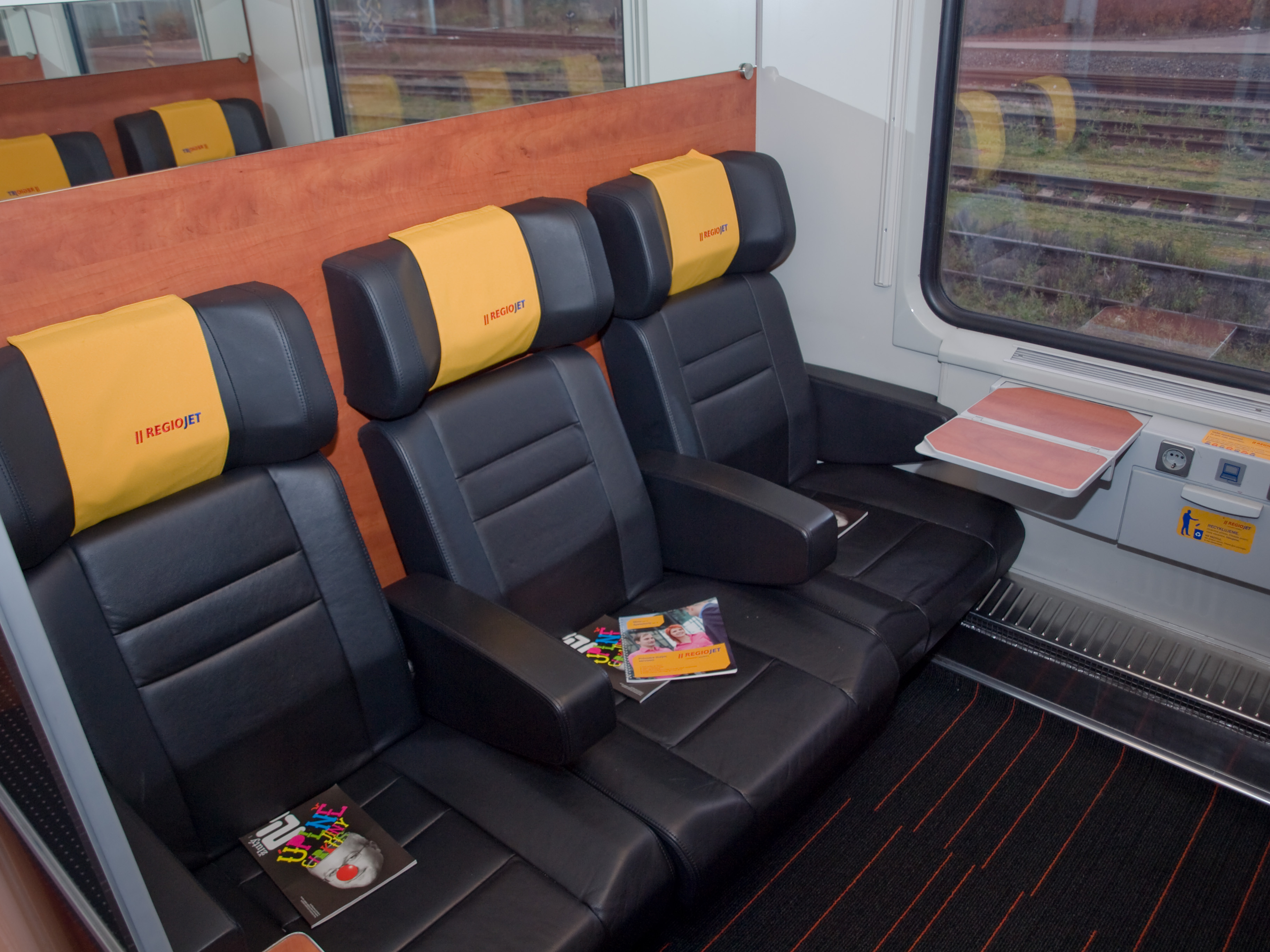
Oddíl původní 1. třídy.
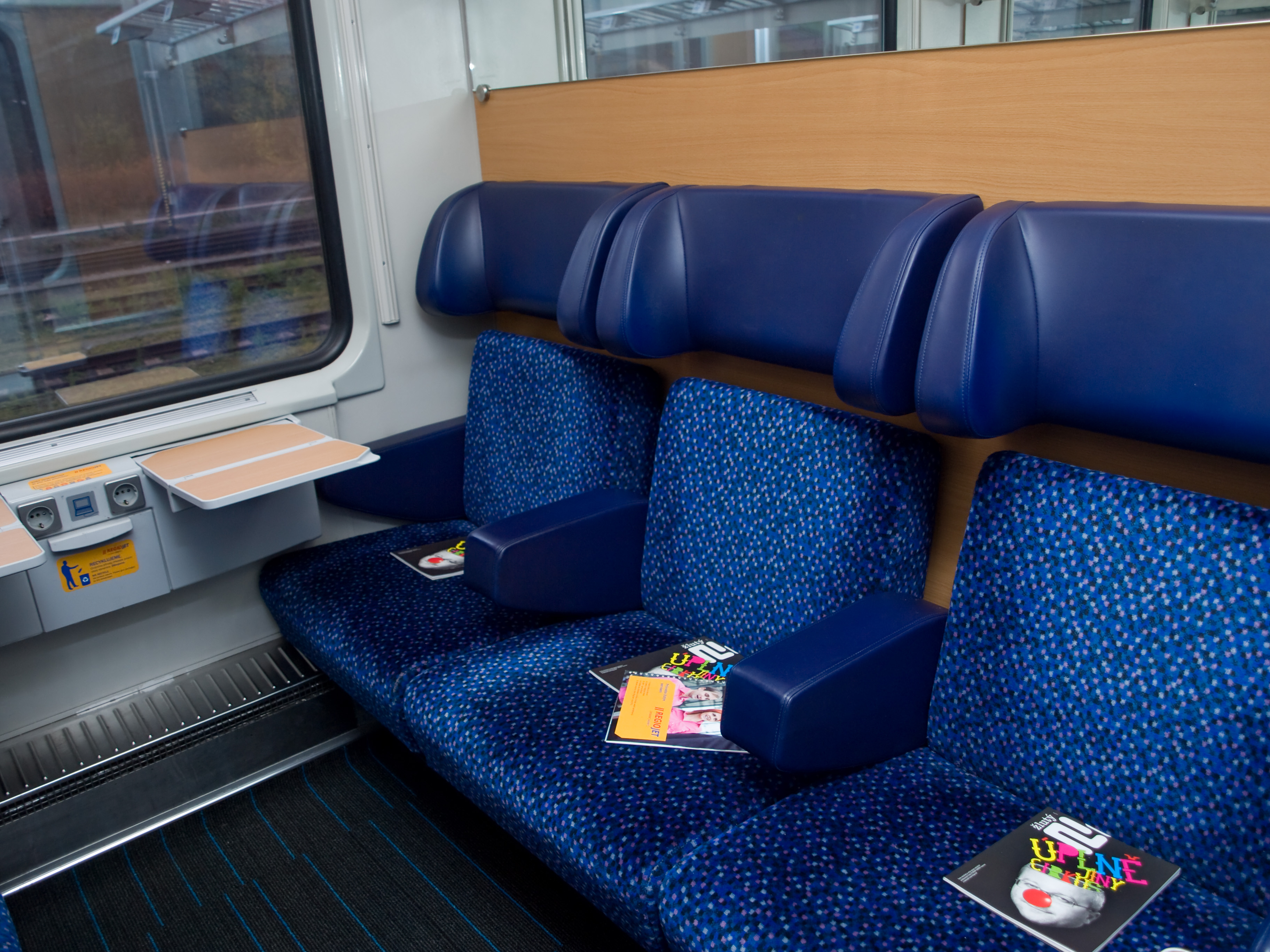
Oddíl původní 2. třídy, nyní tzv. modré kupé.